# Investorenarchitektur
Investorenarchitektur (zuweilen synonym verwendet: Kommerzarchitektur) ist ein im deutschsprachigen Raum geläufiger, aber unscharfer und umstrittener Begriff für das „primär renditeorientierte Bauen“ unterschiedlicher Nutzung (Wohn-, Büro-, Gewerbe- oder Geschäftsbauten).

## Begriffsdefinition

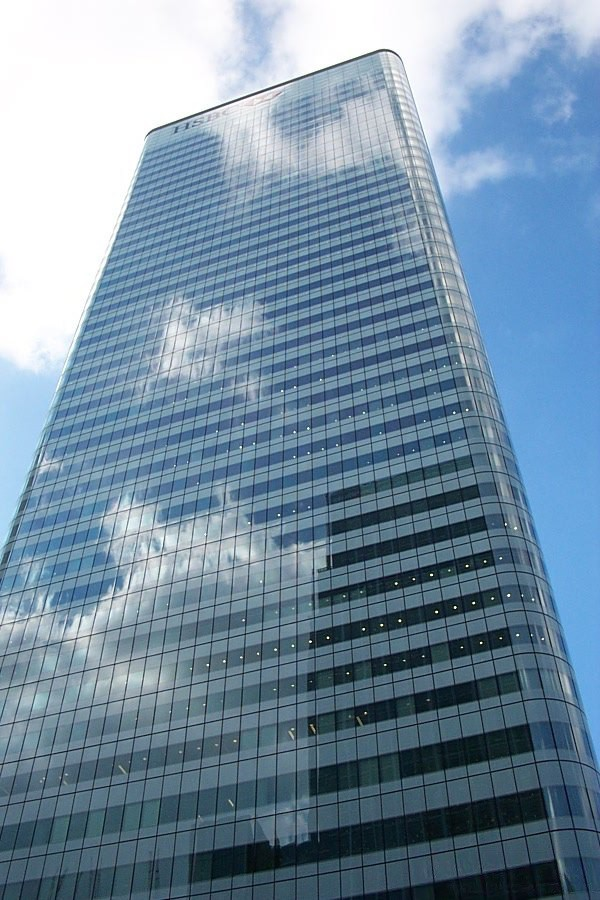
HSBC Tower (London), Foster + Partners

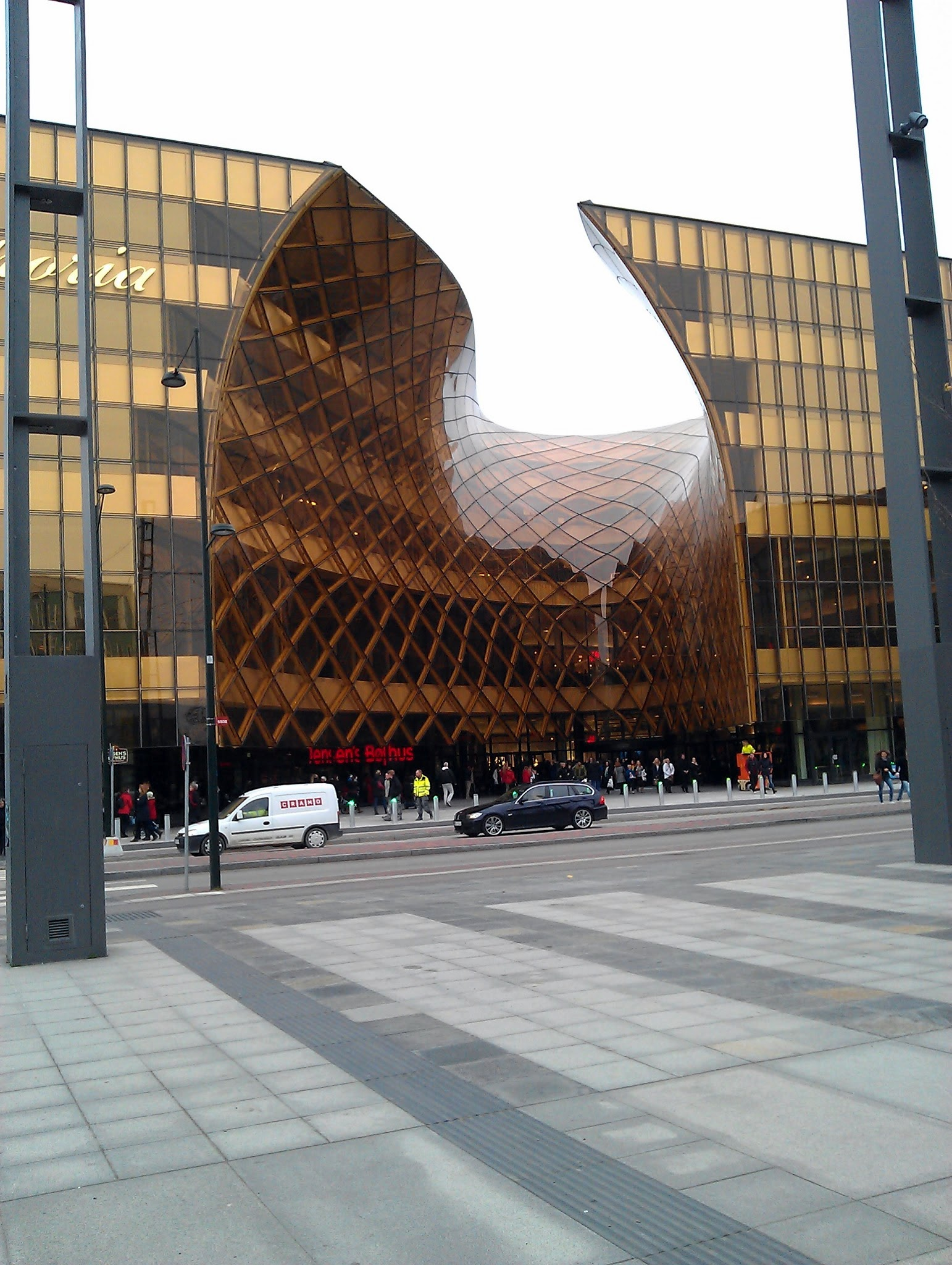
Shoppingcenter „Emporia“ (Malmö), Gert Wingårdh

Der Ursprung des Begriffs ist unklar. Er wird durchweg pejorativ verwendet, von Architekten, Architekturkritikern oder Bürgerinitiativen, um auf negative Auswirkungen des wirklichen oder vermeintlichen Primats der Ökonomie hinzuweisen, dem die zu berücksichtigenden öffentlichen Interessen an jeder Architektur entgegengestellt werden – an Dauerhaftigkeit, an Identität durch Bewahrung gewachsener Milieus, Baustrukturen, Stadträume und Stadtbilder, an bezahlbarem Wohnraum o. ä. In diesem Sinne bezeichnet Investorenarchitektur zum einen Projekte, die in vielfältigen Aspekten von der Typologie über die Bautechnik bis zur Materialwahl eindimensional durch die partikularen ökonomischen Interessen ihres Investors geprägt sind, der keinen persönlichen Bezug zu der Architektur, etwa als Nutzer, aufweist. Zum anderen hat sich „im üblichen Gebrauch“ dieser Begriff speziell „für mächtig dimensionierte und monoton gegliederte Baukörper aus Stahl und Glas – häufig auch mit dünnen vorgehängten Natursteinpartien – etabliert, deren flache Fassaden sich dadurch erklären, dass es im Innern auf die Maximierung renditestarker Nutzfläche ankommt.“ Der Begriff leide „an einem sehr austauschbaren Inhalt“, wurde entsprechend diagnostiziert: „Wann immer etwas zu groß, zu monoton, zu protzig oder zu hässlich gerät, kommt der Schmäh-Begriff zur Anwendung.“

### Investorenarchitektur versus Architekturikone
Die negative Konnotierung, wiewohl oft noch betont durch die Adjektive „banal“, „anonym“ oder „gesichtslos“, wird dabei bereits durch den Begriff selbst getragen, indem er implizit eine Differenz von Investorenarchitektur und regulärer, legitimer Architektur beinhaltet, eine Trennung in „renditeorientierte ‚Immobilien‘ und anspruchsvolle ‚Architektur‘.“
Als Gegenbegriff zu Investorenarchitektur wird entsprechend der der Architekturikone genannt. Diese ästhetisch wertende Aufladung des Begriffs wirft dabei Widersprüche auf, wenn Bauten namhafter Architekten mit architektonischem Anspruch, die als Investorenprojekte realisiert sind, ebenfalls unter Investorenarchitektur subsumiert werden. In diesem Zusammenhang genannte Beispiele sind der HSBC Tower in den Londoner Docklands von Sir Norman Foster oder das Shoppingcenter „Emporia“ des schwedischen Architekten Gert Wingårdh in Malmö. Und für das gesamte Œuvre des niederländischen Architekten Rem Koolhaas, „seines Büros OMA und seiner städtebaulich-soziologisch tätigen Forschungsabteilung AMO,“ hieß es, dass es „zwischen gebauter Kritik und Kommerzarchitektur“ schwanke.

### Investorenarchitektur versus diskursive/dialogische Planung
Ein weiterer geläufiger Definitionsansatz weist auf die Nähe von „Genieprinzip des Künstlerarchitekten“ und Investoreninteressen hin, die beide hingegen unvereinbar wären „mit einem diskursiven Verständnis von Stadtplanung.“ In dieser Kritik vereinen sich so unterschiedliche theoretische Ansätze wie die Position des „Dialogischen Entwerfens“ von Meinhard von Gerkan, die dieser gegenüber den beiden Extremen einer „konformistisch-pragmatischen“ und „monologisch-selbstherrlichen“ Position abgrenzt, oder das Modell der behutsamen Stadterneuerung von Hardt-Waltherr Hämer.